# Horn of Plenty
Horn of Plenty je první studiové album americké rockové skupiny Grizzly Bear, které vyšlo dne 9. listopadu roku 2004 prostřednictvím hudebního vydavatelství Kanine Records. Přestože album vyšlo pod hlavičkou skupiny Grizzly Bear, jde de-facto o sólové album jejího zpěváka Edwarda Drostea (z hudebníků, kteří ve skupině později působili, se na albu podílel ještě bubeník Christopher Bear). V roce 2005 vyšlo album složené z remixů písní z této desky, jmenovalo se Horn of Plenty (The Remixes).

## Seznam skladeb
| Pořadí | Název            | Autor                    | Délka |
| ------ | ---------------- | ------------------------ | ----- |
| 1.     | Deep Sea Diver   | Ed Droste                | 4:47  |
| 2.     | Don't Ask        | Droste                   | 3:28  |
| 3.     | Alligator        | Droste                   | 1:23  |
| 4.     | Campfire         | Droste                   | 4:13  |
| 5.     | Shift            | Droste                   | 2:19  |
| 6.     | Disappearing Act | Droste, Christopher Bear | 4:24  |
| 7.     | Fix It           | Droste                   | 3:47  |
| 8.     | Merge            | Droste                   | 2:24  |
| 9.     | A Good Place     | Droste                   | 3:18  |
| 10.    | Showcase         | Droste                   | 4:50  |
| 11.    | La Duchess Anne  | Droste                   | 4:20  |
| 12.    | Eavesdropping    | Droste                   | 3:51  |
| 13.    | Service Bell     | Droste                   | 2:00  |
| 14.    | This Song        | Droste                   | 3:39  |

## Obsazení
- Ed Droste – zpěv, kytara
- Christopher Bear – zpěv
- Jamie Reeder – housle
- Jared Barron – bicí